# Месторождение Карку
Месторождение Карку — урановое месторождение, открытое в 1989 году. Расположено возле деревни Карку, которая входит в состав Салминского сельского поселения Питкярантского района республики Карелии. Рядом с месторождением находится и озеро Каркунлампи. Возможные запасы урана оцениваются приблизительно в 6,7 тысяч тонн, с содержанием в руде 0,132 %.

## Особенности месторождения

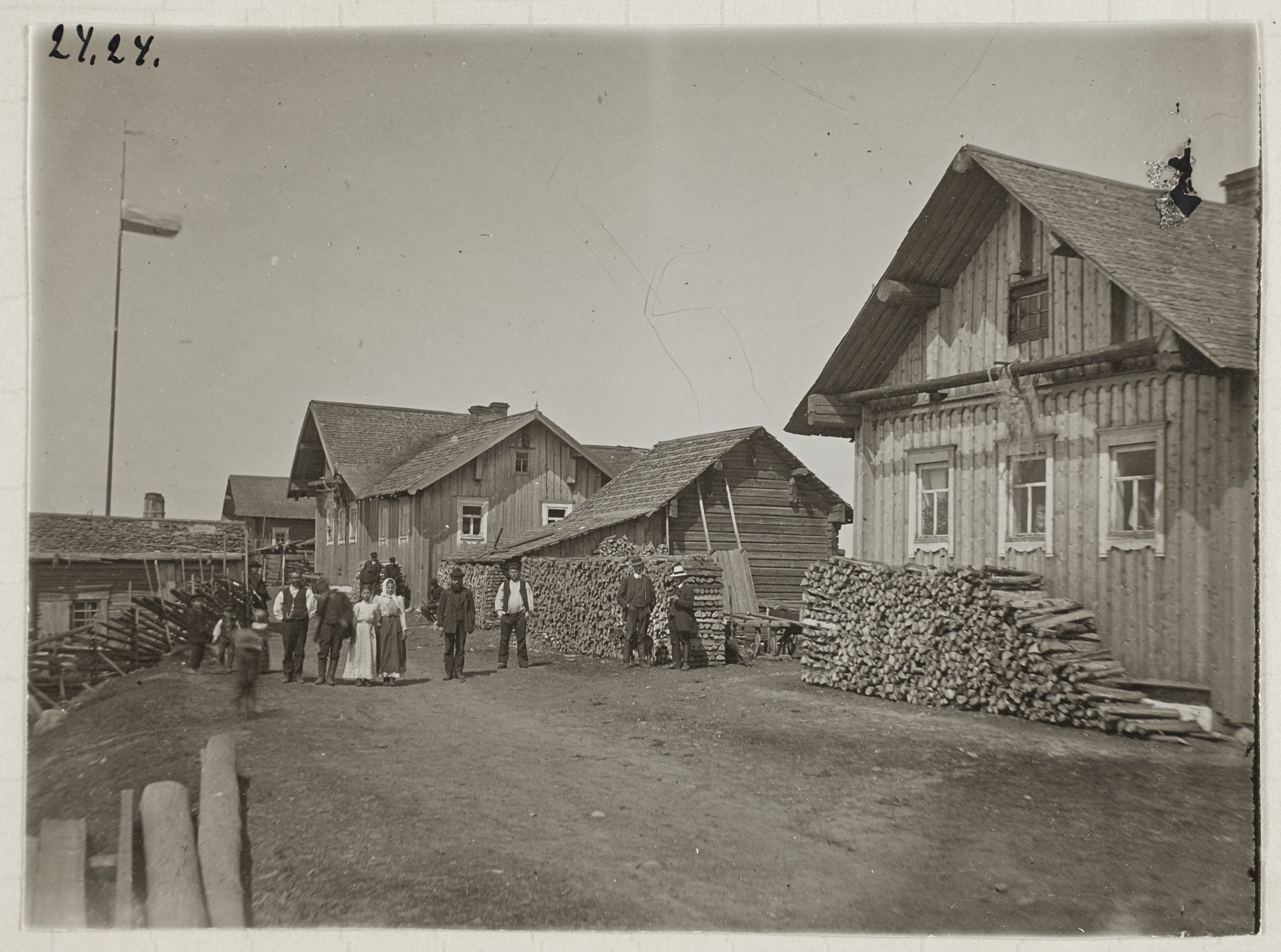
Деревня Карку около месторождения

На месторождении выявлены три рудные зоны, к которым относятся пять рудных залежей пластообразной неправильной формы. Размеры залежей от 400Х100 до 1600Х500 метров, мощность от 0,2 до 20,5 метров.
Оруденение первой зоны относится к песчаникам и гравелито-песчаникам рифейского возраста. Зона расположена над биотитовыми гнейсами и сланцами нижнего протерозоя.
Основным источником урана являются рудные концентрации в тектонизированных зонах фундамента. Сопутствовавшая рифейской активизации циркуляция разогретых флюидов по ослабленным зонам фундамента обусловила восстановление урановых скоплений.
Богатые урановые руды месторождения Карку и основная часть бедных руд сосредоточены в низах толщи песчано-гравелитовых отложений, в зоне мощностью 10-15 метров. Урановые руды расположены в прилегании нескольких слоёв земли, что именуется «типом несогласия». Месторождение Карку — единственное месторождение такого типа в России.
Это месторождение считается единственной «карельской» разновидностью «канадского» подтипа урановых объектов типа «несогласия». В этом месторождении также добываются различные сульфиды — пирротин, галенит, арсениды.
Изучение месторождения продвигается медленно из-за нечетко выраженных границ урановых залежей.